# Kartoffeldämpfanlage Stöckse

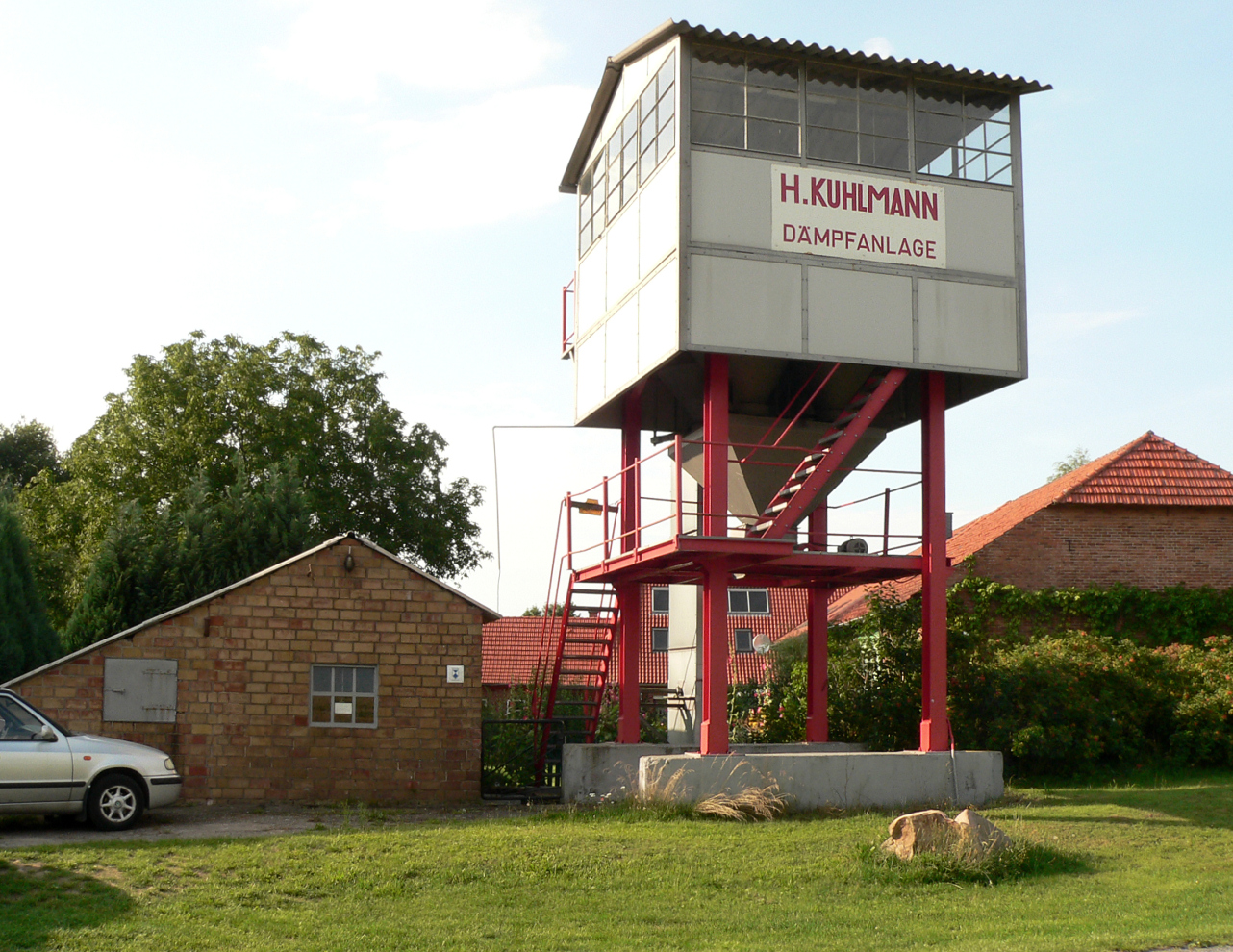
Kartoffeldämpfanlage Stöckse, links das Kesselhaus

Die Kartoffeldämpfanlage Stöckse in Stöckse wurde 1962 erbaut, um große Mengen Kartoffeln für die Schweinemast zu garen. Die Kartoffeldämpfanlage war bis 1996 in Betrieb und wurde 2009 denkmalgerecht restauriert. Sie gilt als einzige erhaltene Anlage in Deutschland.

## Geschichte
In Deutschland gab es in der zweiten Hälfte des 20. Jahrhunderts zahlreiche Dämpfanlagen, in denen durch Dampfgaren von Kartoffeln in größeren Behältern stärkereiches Futter für die Schweinemast gewonnen wurde. In den 1950er Jahren hatten viele kleine Höfe eigene kleine Kessel auf ihrer Diele, in denen sie ihre Futterkartoffeln kochten. Mit zunehmenden Viehbeständen kamen dann zunächst mobile Dampfkessel auf Ackerwagen in Gebrauch, die von Hof zu Hof zogen und ihren Dienst verrichteten. Doch infolge des Wirtschaftsaufschwungs nach dem Zweiten Weltkrieg und dem einhergehenden Aufschwung in der Landwirtschaft reichte auch das bald nicht mehr aus. Es entstanden vielerorts ortsfeste Dämpfanlagen mit deutlich größerer Kapazität. Allein im Landkreis Nienburg waren mindestens sechs Anlagen in Betrieb.
Die Dämpfanlage in Stöckse hat der Landwirt Heinrich Kuhlmann 1962 gemeinsam mit einem Anlagenbetreiber aus einem Nachbarort auf seiner Hofstelle gebaut. Hersteller war die inzwischen erloschene Firma Bruns aus Bad Zwischenahn. Die Anlage nahm am 24. August 1962 ihren Betrieb auf. Die Kartoffeldämpferei war ein saisonaler landwirtschaftlicher Nebenerwerb. Die Anlage war jährlich vom Beginn der Kartoffelernte ab Ende August über einige Monate bis maximal Mitte Dezember in Betrieb.
Die Hochzeit der Kartoffeldämpferei waren die 1960er Jahre. Damals erhielten die Landwirte kurzzeitig sogar eine staatliche Prämie, wenn sie ihre Kartoffeln zum Dämpfen brachten. Doch mit zunehmender Verbreitung industriell gefertigten Kraftfutters nahm die Bedeutung der Dämpfanlagen stetig ab. Nach und nach wurden sie stillgelegt und abgerissen oder sie verfielen. So vergrößerte sich der Einzugsbereich der Stöckser Anlage kontinuierlich. Am Dämpfen interessierte Landwirte nahmen immer weitere Wege auf sich und kamen zuletzt aus einem Umkreis von über 50 Kilometern bis aus dem Raum Soltau oder Minden. Mit einem Treckergespann mit ein oder zwei Anhängern war dies eine langwierige Hin- und Rückfahrt.
1996 stellte dann auch die Stöckser Anlage als vermutlich letzte ihren Betrieb ein, wurde jedoch nicht abgerissen. Der letzte Betreiber, Heinrich Kuhlmann jun., hat lediglich einzelne, für Kinder potenziell gefährliche Teile wie die Wasserbecken für das Waschwasser zurückgebaut.
Im September und Oktober 2009 wurde die Anlage umfassend und denkmalgerecht restauriert. Sie ist als Baudenkmal eingestuft und trägt die Denkmalschutzplakette von Niedersachsen.

## Funktionsweise

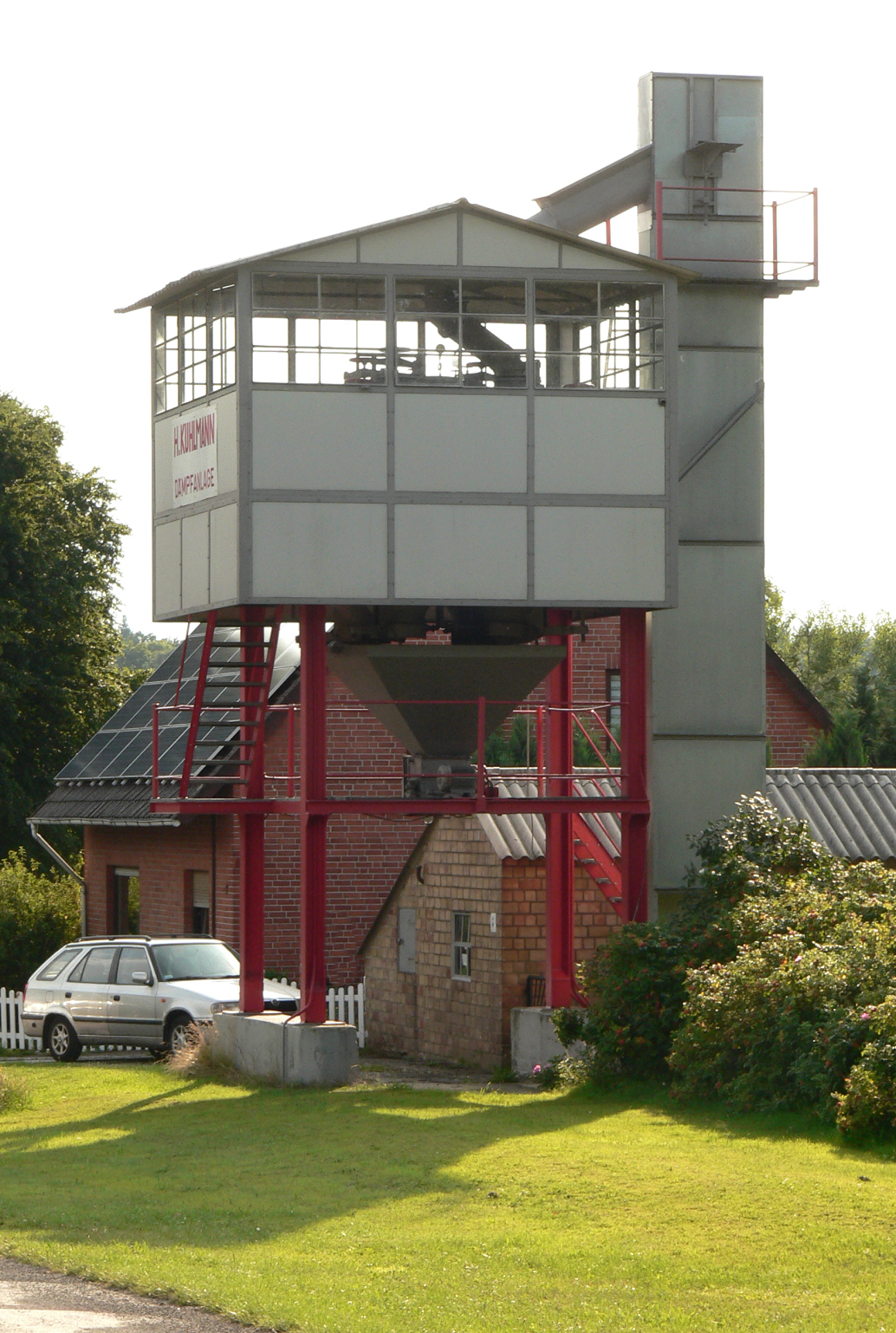
Die Anlage von der Seite gesehen, rechts der Elevator für die Kartoffeln

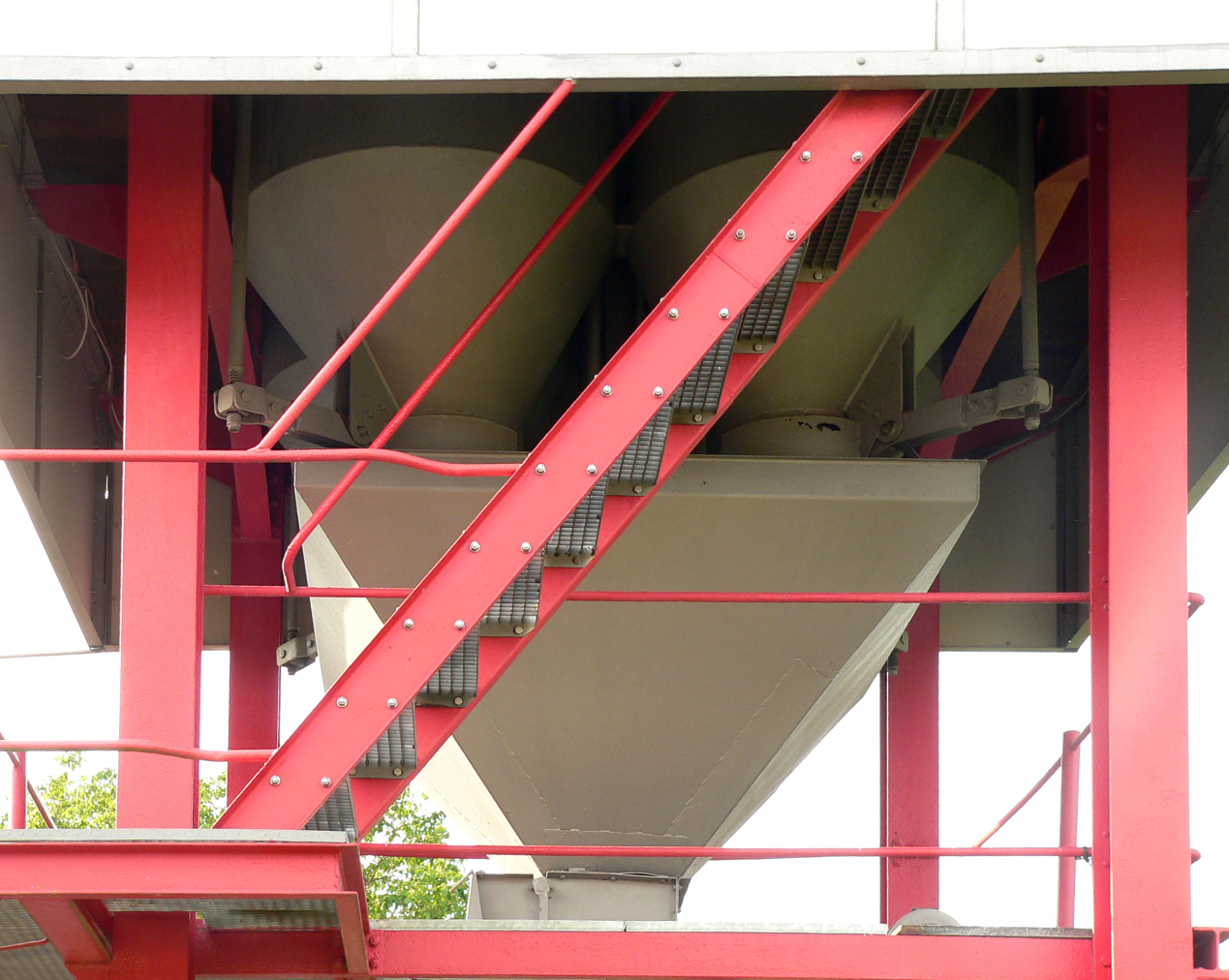
Stahlkessel zum Garen, darunter der Trichter

Herzstück der Dämpfanlage ist ein auf vier Stahlstützen stehender, etwa sieben Meter über dem Boden befindlicher Kesselstand. Darin befinden sich vier große Stahlkessel mit einem Fassungsvermögen von jeweils 33 Zentnern, also etwa 1,5 Tonnen. In ihnen wurden die Kartoffeln unter einem Druck von einem atü, der damaligen Druckeinheit, in 20 Minuten gegart. Dazu kippten die anliefernden Bauern ihre Kartoffeln in eine Schwemmrinne, von der sie in eine Kartoffelwäsche gelangten. Von Sand und Steinen befreit wurden sie mithilfe eines Elevators 13 Meter in die Höhe befördert, um dort über ein schwenkbares Rohr in die Kessel zu fallen. Jeweils zwei Kessel standen ständig unter Dampf, aus den anderen beiden wurden währenddessen die fertig gegarten Kartoffeln nach unten durch einen Trichter und eine Quetsche auf den Anhänger des anliefernden Landwirts transportiert und die Kessel sogleich über den Elevator neu befüllt. Den notwendigen Dampf erzeugte im angrenzenden Kesselhaus ein etwa sechs Meter langer, ölbefeuerter Dampfkessel mit einem Durchmesser von 1,4 Metern. Er hatte eine Verdampfungsfläche von 37 m² und konnte damit unter Volllast etwa 1.000 Liter Wasser pro Stunde verdampfen. Dieser Dampf gelangte über ein Rohrsystem zum Kesselstand und in die vier Kessel.

## Auszeichnungen
- November 2010 – Preis für Denkmalpflege der Niedersächsischen Sparkassenstiftung als Anerkennung für die Restaurierung und die Öffentlichkeitsarbeit des Eigentümers.[1]